# Międzynarodowy Trybunał Wojskowy dla Dalekiego Wschodu

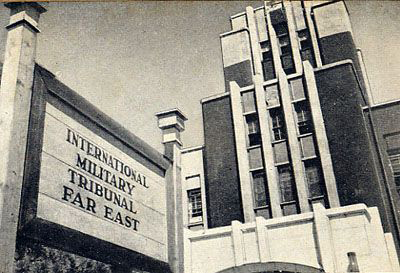
Siedziba Międzynarodowego Trybunału Wojskowego dla Dalekiego Wschodu w Tokio

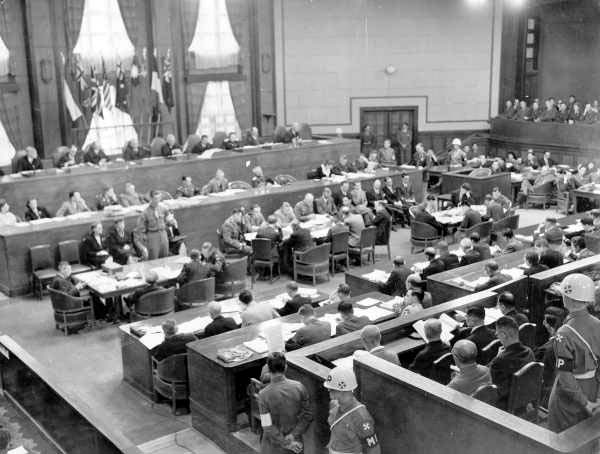
Sala rozpraw MTWDW

Międzynarodowy Trybunał Wojskowy dla Dalekiego Wschodu – międzynarodowy trybunał do osądzenia zbrodni dokonanych przez przywódców i pozostałych obywateli Japonii podczas II wojny światowej.
Powstał 19 stycznia 1946 w Tokio. Państwami-założycielami były: Australia, Chiny, Francja, Holandia, Kanada, Nowa Zelandia, USA, Wielka Brytania i ZSRR. Później do porozumienia dołączyły Indie i Filipiny.
Statut Trybunału wyróżniał trzy kategorie zbrodni:
- „Klasa A” – zbrodnie przeciwko pokojowi,
- „Klasa B” – zbrodnie wojenne,
- „Klasa C” – zbrodnie przeciwko ludzkości.

Przed Trybunałem o zbrodnie przeciwko pokojowi oskarżono 25 politycznych i wojskowych przywódców, z czego 7 skazano na karę śmierci, a 16 na karę dożywotniego więzienia.

## Oskarżeni

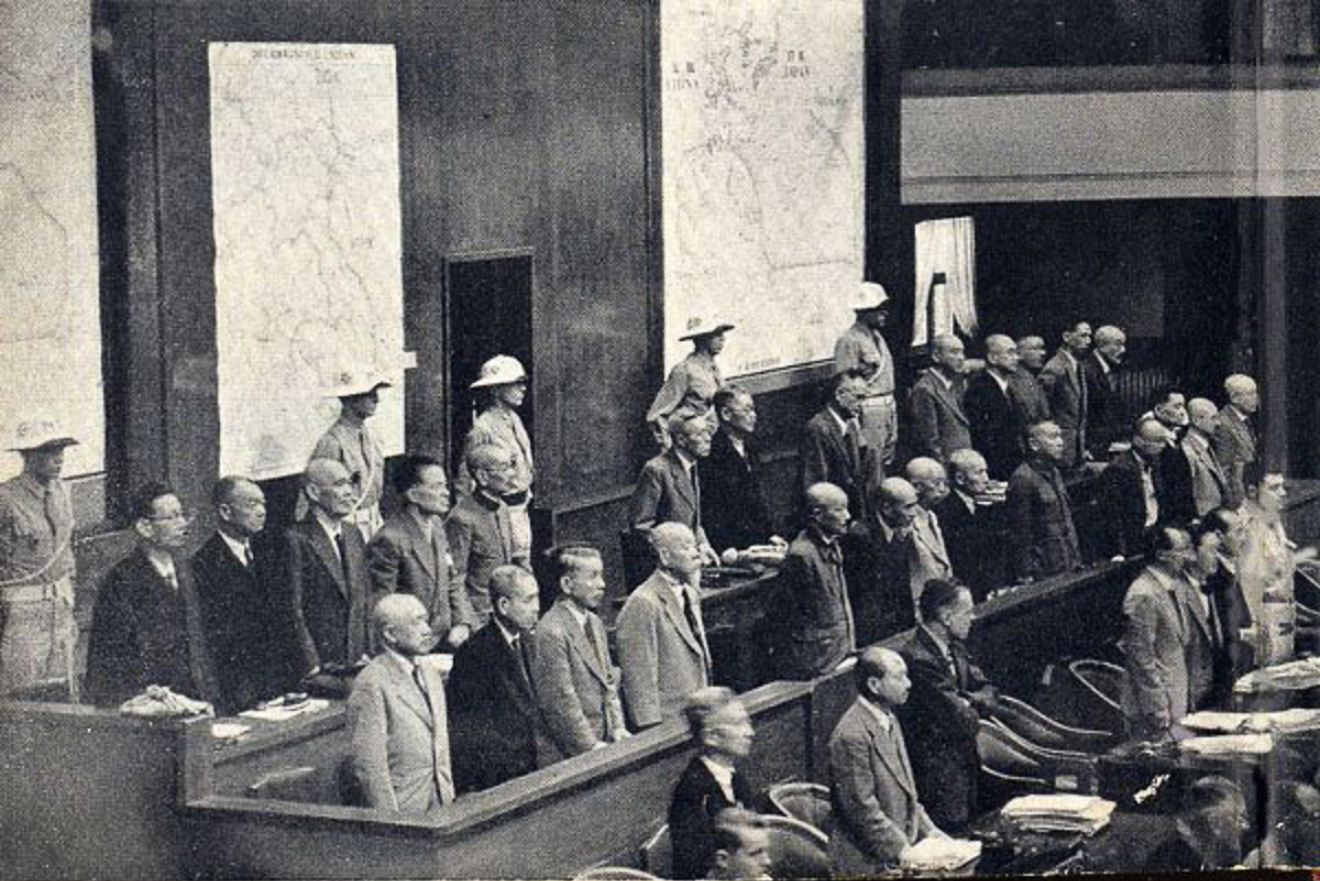
Oskarżeni

Zarzut postawiono 28 oskarżonym, głównie oficerom wojskowym i przywódcom politycznym.

### Przywódcy polityczni
- baron Kōki Hirota – premier Japonii (1936–1937), minister spraw zagranicznych (1933–1934, 1937–1938);
- baron Kiichirō Hiranuma – premier, przewodniczący Tajnej Rady (1936–1939);
- Naoki Hoshino – sekretarz stanu;
- markiz Kōichi Kido – Lord Strażnik Tajnej Pieczęci Japonii;
- Toshio Shiratori – ambasador Japonii we Włoszech;
- Shigenori Tōgō – minister spraw zagranicznych (1941–1942 oraz 1945);
- Mamoru Shigemitsu – minister spraw zagranicznych (1943–45 oraz 1954–1958);
- Okinori Kaya – minister finansów (1941–1944);
- Yōsuke Matsuoka – minister spraw zagranicznych (1940–1941).

### Oficerowie (wojskowi)
- generał Hideki Tōjō – premier Japonii (1941–1944), minister wojny (1940–1944), szef sztabu Armii Kwantuńskiej (1937–1938);
- generał Seishirō Itagaki – minister wojny (1938–1939);
- generał Sadao Araki – minister wojny (1931–1934);
- marszałek polny Shunroku Hata – minister wojny (1939–1940);
- generał Shigetarō Shimada – minister marynarki wojennej (1941–1944);
- generał Kenryō Satō – szef Biura Spraw Wojskowych;
- generał Kuniaki Koiso – premier (1944–1945), gubernator-generał Korei (1942–1944);
- admirał Takasumi Oka – szef Biura Spraw Marynarki Wojennej;
- generał Hiroshi Ōshima – ambasador Japonii w Niemczech;
- admirał Nagano Osami – minister marynarki wojennej, szef Sztabu Generalnego Marynarki Wojennej Imperium Japońskiego (1941–1944);
- generał Jirō Minami – minister wojny, dowódca Armii Kwantuńskiej (1934–1936), gubernator-generał Korei (1936–1942);
- generał Kenji Doihara – szef Agencji Służby Specjalnej (działającej w ramach Kempeitai) w Mandżukuo, następnie dowódca Sił Powietrznych Imperium Japońskiego;
- generał Heitarō Kimura – dowódca Burmańskich Sił Ekspedycyjnych;
- generał Iwane Matsui – dowódca Szanghajskich Sił Ekspedycyjnych oraz Japońskiej Armii Centralnych Chin (1937);
- generał Akira Muto – dowódca Filipińskich Sił Ekspedycyjnych;
- pułkownik Kingorō Hashimoto – założyciel Sakurakai;
- generał Yoshijirō Umezu – wiceminister wojny (1936–1938);
- generał Teiichi Suzuki – przewodniczący Komisji Planowania w rządzie Japonii.

### Pozostali oskarżeni
- Shūmei Ōkawa – filozof polityczny

## Wyrok
Dwóch oskarżonych (Yōsuke Matsuoka i Nagano Osami) zmarło z przyczyn naturalnych w trakcie procesu.
Sześciu oskarżonych skazano na karę śmierci przez powieszenie za zbrodnie wojenne, zbrodnie przeciwko pokojowi i zbrodnie przeciwko ludzkości („Klasa A”, „Klasa B” i „Klasa C”):
- generał Kenji Doihara;
- baron Kōki Hirota;
- generał Seishirō Itagaki;
- generał Heitarō Kimura;
- generał Akira Muto;
- generał Hideki Tōjō.

Jeden oskarżony został skazany na karę śmierci przez powieszenie za zbrodnie wojenne i zbrodnie przeciwko ludzkości („Klasa B” i „Klasa C”):
- generał Iwane Matsui.

Wyroki wykonano 23 grudnia 1948 w tokijskim więzieniu Sugamo. Ciała zostały poddane kremacji,  a prochy rozrzucone nad Pacyfikiem.
Kolejnych szesnastu oskarżonych skazano na karę dożywotniego więzienia. Trzech z nich (Koiso, Shiratori i Umezu) zmarło w więzieniu, a trzynastu pozostałych zwolniono przedterminowo w latach 1954–1956:
- generał Sadao Araki;
- pułkownik Kingorō Hashimoto;
- marszałek polowy Shunroku Hata;
- baron Kiichirō Hiranuma;
- Naoki Hoshino;
- Okinori Kaya;
- markiz Kōichi Kido;
- generał Kuniaki Koiso;
- generał Jirō Minami;
- admirał Takasumi Oka;
- generał Hiroshi Ōshima;
- generał Kenryō Satō;
- admirał Shigetarō Shimada;
- Toshio Shiratori;
- generał Teiichi Suzuki;
- generał Yoshijirō Umezu.

Shigenori Tōgō został skazany na karę pozbawienia wolności przez 20 lat i zmarł w więzieniu w 1949. Mamoru Shigemitsu został skazany na karę pozbawienia wolności przez 7 lat.
Układ pokojowy z 8 września 1951 w art. 11 zobowiązywał Japonię do uznania za obowiązujące wyroku Międzynarodowego Trybunału Wojskowego dla Dalekiego Wschodu oraz wyroków innych sądów wydanych w podobnych sprawach.